# Det Udom
Det Udom (เดชอุดม) er en by i provinsen Ubon Ratchathani i det nordøstlige Thailand (Isan-området). Befolkningen anslås til 14.264 (2014) indbyggere.
1. 1 2  Department of Provincial Administration (fra Wikidata).